# 147 Protogeneia
147 Protogeneia је астероид главног астероидног појаса. Приближан пречник астероида је 132,93 km,
а средња удаљеност астероида од Сунца износи 3,135 астрономских јединица (АЈ).
Инклинација (нагиб) орбите у односу на раван еклиптике је 1,929 степени, а орбитални период износи 2027,549 дана (5,551 година). Ексцентрицитет орбите астероида износи 0,030.
Апсолутна магнитуда астероида износи 8,27 а геометријски албедо 0,049.
Астероид је откривен 10. јула 1875. године.